# کایکی ملو
کایکی ملو (انگلیسی: Kaiky؛ زادهٔ ۱۲ ژانویهٔ ۲۰۰۴) بازیکن فوتبال اهل برزیل است که در پست مدافع میانی برای باشگاه آلمریا در لا لیگا بازی می‌کند.
وی همچنین در تیم‌های ملی فوتبال زیر ۱۵ سال برزیل و زیر ۲۰ سال برزیل بازی کرده‌است.